# مارك شوه
مارك شوه (بالألمانية: Marc Schuh)‏ هو منافس ألعاب قوى ألماني، ولد في 12 أغسطس 1989 في بيرغيش غلادباخ في ألمانيا.